# Грин-Вуд (Нью-Йорк)
Грин-Вуд (англ. Green-Wood Сemetery) — кладбище в Бруклине, Нью-Йорк, США. Основано в 1838 году; в 2006 году получило официальный статус национального исторического памятника.

## Описание
На кладбище похоронены выдающиеся политики, деятели культуры, военные, члены масонских лож и другие. Общая численность захоронений около 560 000.
В середине XIX века кладбище Грин-Вуд занимало второе место по популярности среди туристов после Ниагарского водопада. Ежегодно кладбище посещали до 500 000 туристов.
Занимает площадь 1,9 км². Здесь впервые в США использован искусственный ландшафтный дизайн в таком масштабе — улицы, дорожки, озёра, фонтаны, многочисленные статуи и мавзолеи XIX и XX веков.
Место, где расположено кладбище, также известно боем времён войны за независимость США.

## Галерея

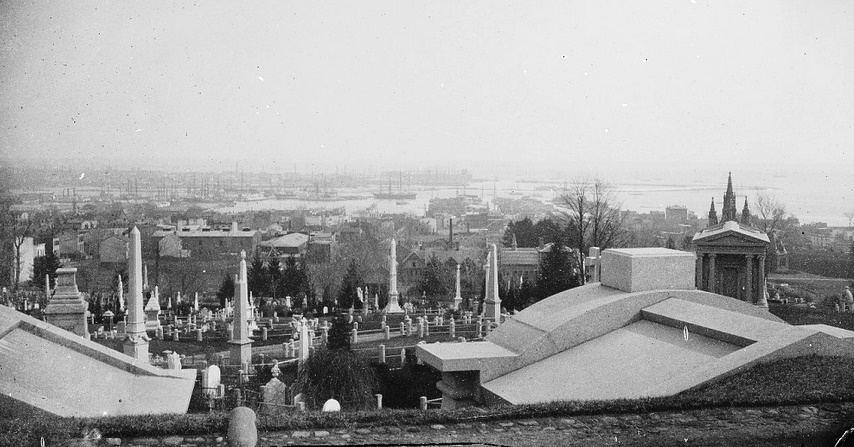
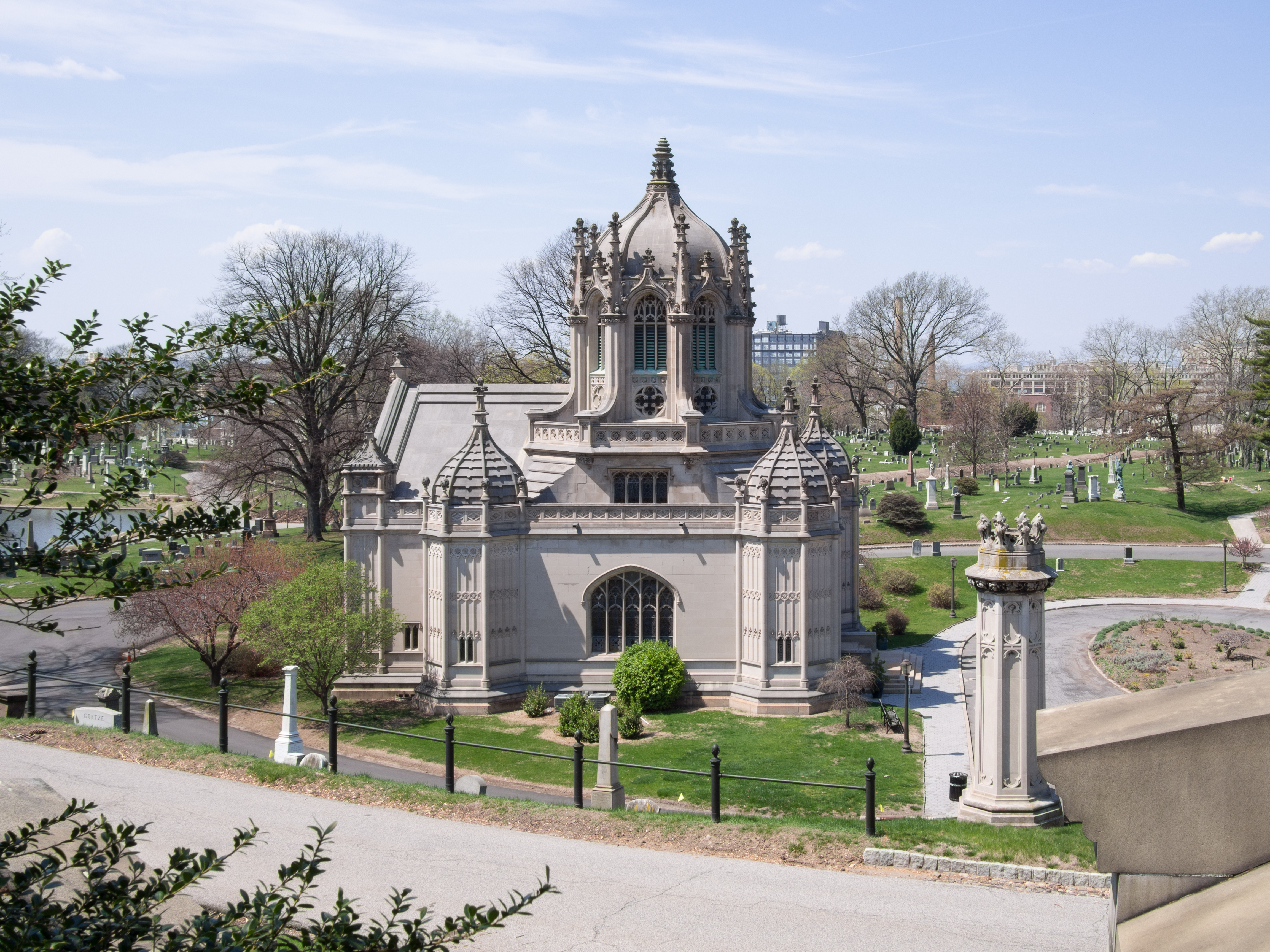
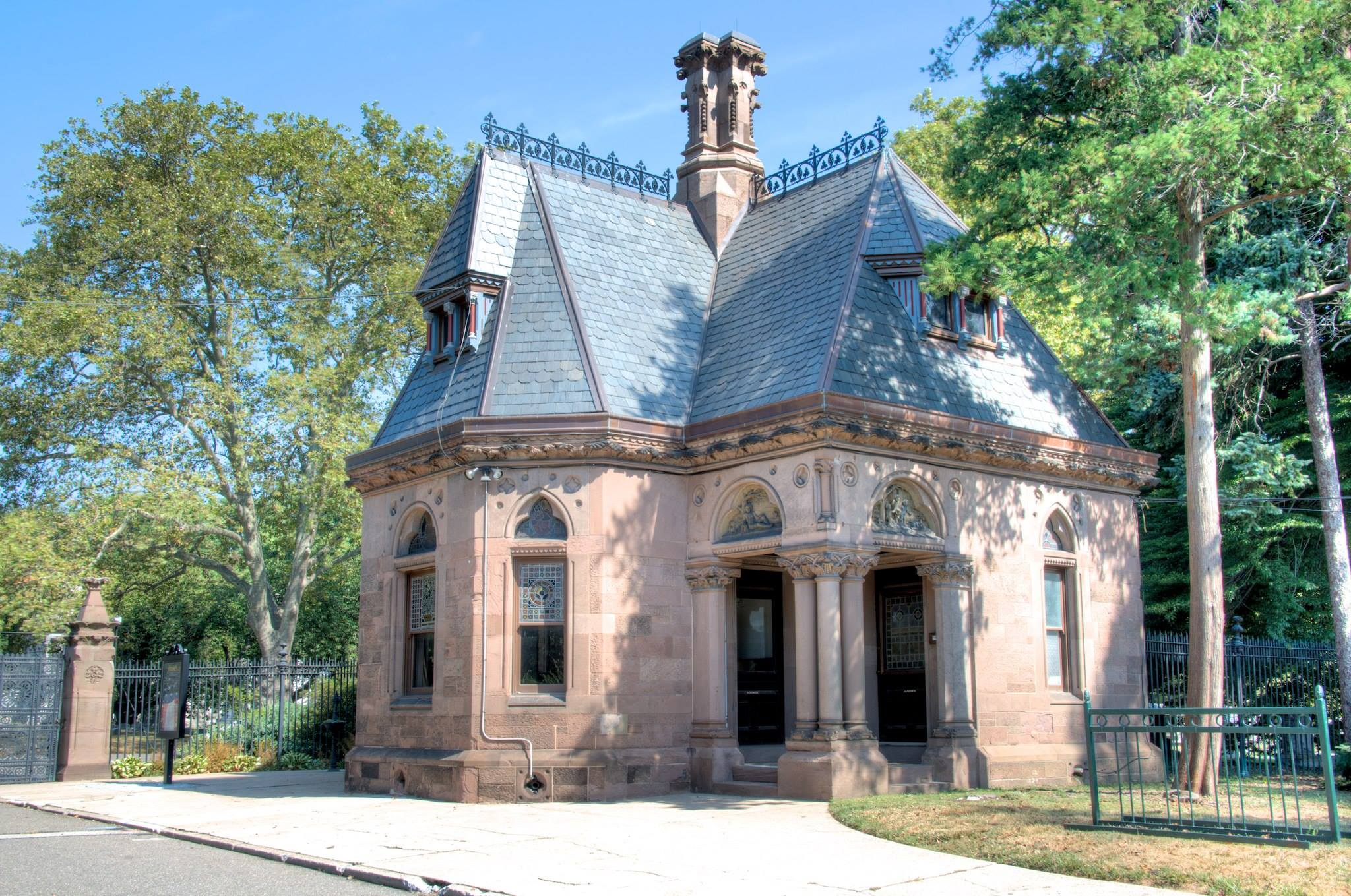
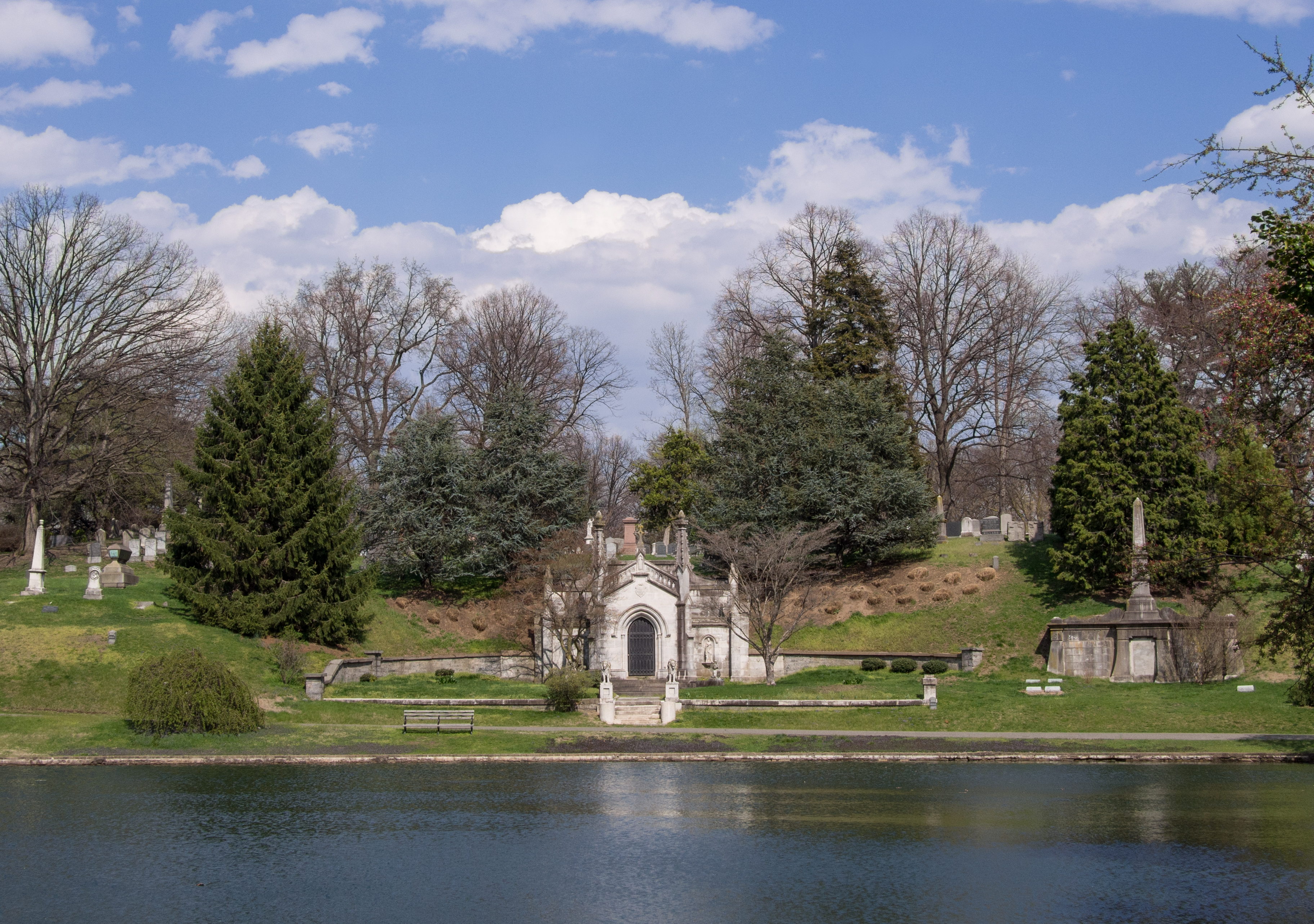
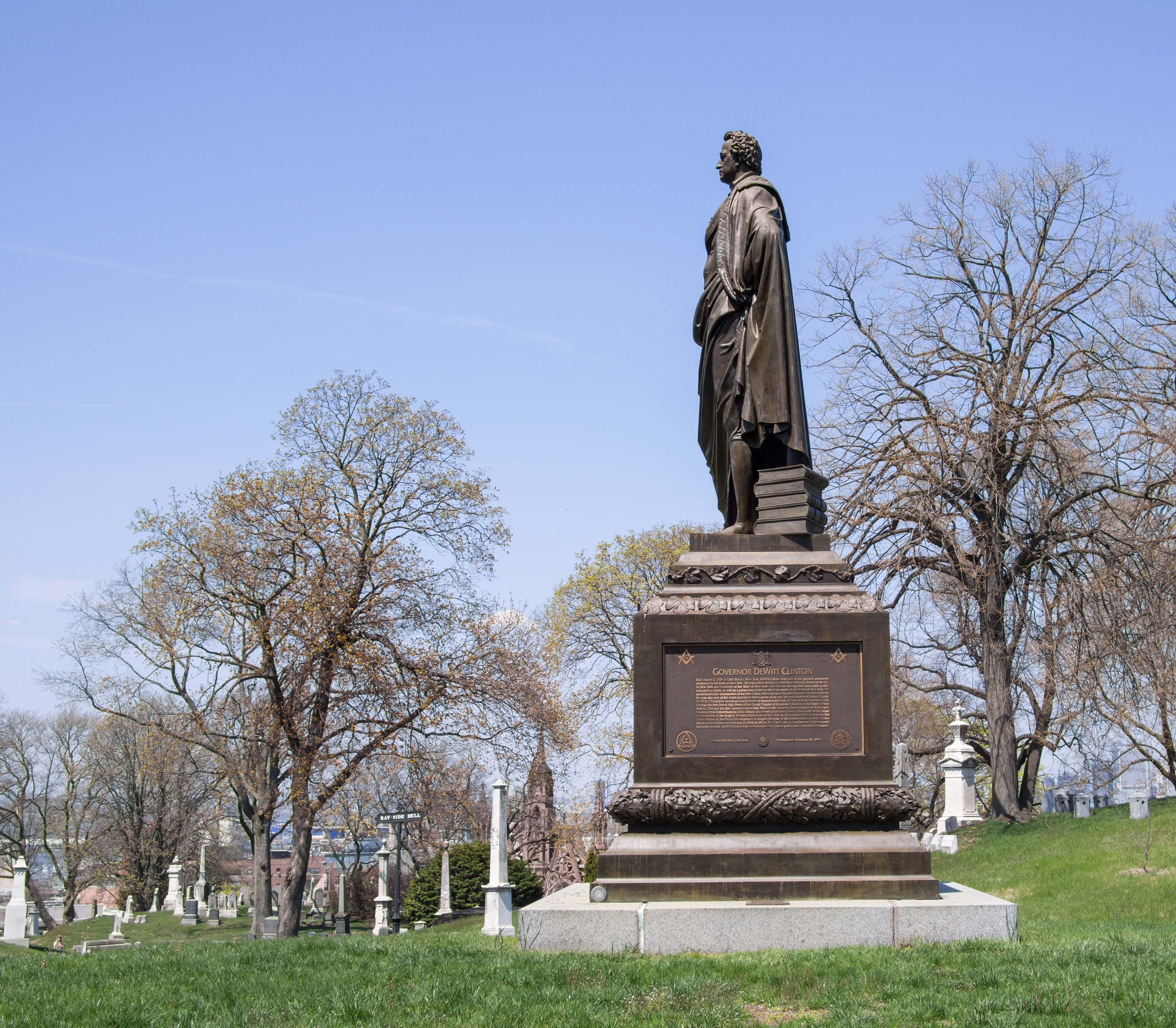